# Крпливник
Крпливник (словен. Krplivnik) — поселення в общині Ходош, Помурський регіон, Словенія. Висота над рівнем моря: 233,6 м.